# Indaeschna baluga
Indaeschna baluga là loài chuồn chuồn trong họ Aeshnidae. Loài này được Needham & Gyger mô tả khoa học đầu tiên năm 1937.